# Ligustrum
- Commons
- Wikispecies

Ligustrum L. é um gênero botânico da família Oleaceae
Encontrado na Eurásia, na Austrália e na América do Norte.

## Espécies
O gênero apresenta 179 espécies. As principais  são:
| - Ligustrum acutissimum - Ligustrum amurense - Ligustrum chenaultii - Ligustrum ciliatum - Ligustrum compactum - Ligustrum confusum - Ligustrum coriaceum - Ligustrum delavayanum - Ligustrum foliosum - Ligustrum glomeratum - Ligustrum henryi - Ligustrum ibolium - Ligustrum ibota - Ligustrum indicum - Ligustrum insulare - Ligustrum insulense - Ligustrum ionandrum - Ligustrum japonicum - Ligustrum kiyozumianum - Ligustrum leucanthum - Ligustrum liukiuense - Ligustrum lucidum W.T.Ait.: ligustro | - Ligustrum medium - Ligustrum microcarpum - Ligustrum molliculum - Ligustrum morrisonense - Ligustrum nepalense - Ligustrum obtusifolium - Ligustrum ovalifolium - Ligustrum patulum - Ligustrum prattii - Ligustrum quihoui - Ligustrum regelianum - Ligustrum robustum - Ligustrum salicifolium - Ligustrum sempervirens - Ligustrum sinense - Ligustrum stauntonii - Ligustrum strongylophyllum - Ligustrum tschonoskii - Ligustrum vulgare - Ligustrum walkeri - Ligustrum yunnanense |

- «Lista completa»

## Classificação do gênero
| Sistema | Classificação                    | Referência               |
| ------- | -------------------------------- | ------------------------ |
| Linné   | Classe Diandria, ordem Monogynia | Species plantarum (1753) |